# Andorf (Salzwedel)
Andorf ist ein Ortsteil und eine Ortschaft der Hansestadt Salzwedel, im Altmarkkreis Salzwedel in Sachsen-Anhalt.

## Geographie

### Lage
Andorf, ein Rundplatzdorf mit Kirche, liegt zehn Kilometer westlich der Hansestadt Salzwedel in der Altmark. Nördlich des Dorfes fließt die Alte Dumme.
Nachbarorte sind Groß Grabenstedt im Westen, Klein Grabenstedt im Nordwesten, Hestedt im Norden, Rockenthin im Nordosten, Osterwohle und Bombeck im Süden und Henningen im Südwesten.

### Ortschaftsgliederung
Zur Ortschaft gehören die Gemarkungen Andorf und Grabenstedt. Die Ortschaft besteht aus den Ortsteilen Andorf, Hestedt und Rockenthin sowie aus Groß Grabenstedt und Klein Grabenstedt.

## Geschichte

### Mittelalter bis Neuzeit
Die erste urkundliche Erwähnung als Annanthorp stammt aus dem Jahre 1112, als Bischof Reinhard von Halberstadt die Übertragung des von ihm in Osterwiek gegründeten Klosters nach Hamersleben genehmigte. 1178 hatte das Kloster Hamersleben in Annentorp Besitz. 1254 heißt das Dorf annendorp. 1292 erhielt das St. Spirituskloster vor Salzwedel in annendorpe Besitz von den Grafen von Dannenberg. Im Landbuch der Mark Brandenburg von 1375 wird der Ort als Annendorp mit 15 Hufen aufgeführt. Weitere Nennungen sind 1478 Andorpe, 1489 to Andorppe, 1687 Andorff und schließlich 1804 Andorf.

### Eingemeindungen
Ursprünglich gehörte das Dorf zum Salzwedelischen Kreis der Mark Brandenburg in der Altmark. Zwischen 1807 und 1813 lag es im Kanton Diesdorf auf dem Territorium des napoleonischen Königreichs Westphalen. Ab 1816 gehörte die Gemeinde zum Kreis Salzwedel, dem späteren Landkreis Salzwedel.
Am 20. Juli 1950 wurden die Gemeinden Hestedt und Rockenthin aus dem Landkreis Salzwedel in die Gemeinde Andorf eingemeindet.
Am 25. Juli 1952 wurde die Gemeinde Andorf aus dem Landkreis Salzwedel in den Kreis Salzwedel umgegliedert. Am 1. Januar 1973 wurde die Gemeinde Grabenstedt aus dem Kreis Salzwedel mit ihren Ortsteilen Klein Grabenstedt und Groß Grabenstedt nach Andorf eingemeindet. Am 1. Mai 1992 wurde die Gemeinde Andorf in die Gemeinde Henningen eingemeindet. Mit der Eingemeindung von Henningen in Hansestadt Salzwedel am 1. Januar 2010 kam der Ortsteil Andorf zu Salzwedel und zur neu errichteten Ortschaft Henningen. Am 1. Juli 2019 wurde Andorf eine Ortschaft der Hansestadt Salzwedel. Sie besteht aus der Gemarkung Andorf und der Gemarkung Grabenstedt.

### Einwohnerentwicklung

#### Gemeinde
| Jahr | Einwohner |
| ---- | --------- |
| 1734 | 032       |
| 1774 | 053       |
| 1789 | 050       |
| 1798 | 055       |
| 1801 | [00]057   |
| 1818 | [00]054   |
| 1840 | [00]151   |
| 1864 | 158       |
| 1871 | 141       |
| 1885 | 170       |
| 1892 | [0]187    |

| Jahr | Einwohner |
| ---- | --------- |
| 1895 | 166       |
| 1900 | [0]158    |
| 1905 | 167       |
| 1910 | [0]171    |
| 1925 | 164       |
| 1939 | 161       |
| 1946 | 229       |
| 1971 | 357       |
| 1964 | 395       |
| 1981 | 388       |
| 1993 | 324       |

Quelle, wenn nicht angegeben, bis 1993:

#### Ortsteil
| Jahr | Einwohner |
| ---- | --------- |
| 2010 | [00]100   |
| 2014 | [00]090   |
| 2015 | [00]090   |
| 2020 | [00]093   |
| 2021 | [00]099   |
| 2022 | [00]093   |
| 2023 | [0]085    |

## Religion
Die evangelische Kirchengemeinde Andorf, die früher zur Pfarrei Osterwohle gehörte, wird heute betreut vom Pfarrbereich Osterwohle-Dähre im Kirchenkreis Salzwedel im Bischofssprengel Magdeburg der Evangelischen Kirche in Mitteldeutschland.
Die katholischen Christen gehören zur Pfarrei St. Laurentius in Salzwedel im Dekanat Stendal im Bistum Magdeburg.

## Politik

### Ortsbürgermeister
Ortsbürgermeister der 2019 errichteten Ortschaft Andorf ist Holger Schmidt.

### Ortschaftsrat
Bei der Ortschaftsratswahl am 9. Juni 2024 stellte sich die Wählergemeinschaft „Liste Feuerwehr“ zur Wahl. Es wurden 5 Männer gewählt. Von 228 Wahlberechtigten hatten 167 ihre Stimme abgegeben, die Wahlbeteiligung betrug damit 73,25 Prozent, im Jahre 2019 waren es 69,5 Prozent.

## Kultur und Sehenswürdigkeiten

### Kirche

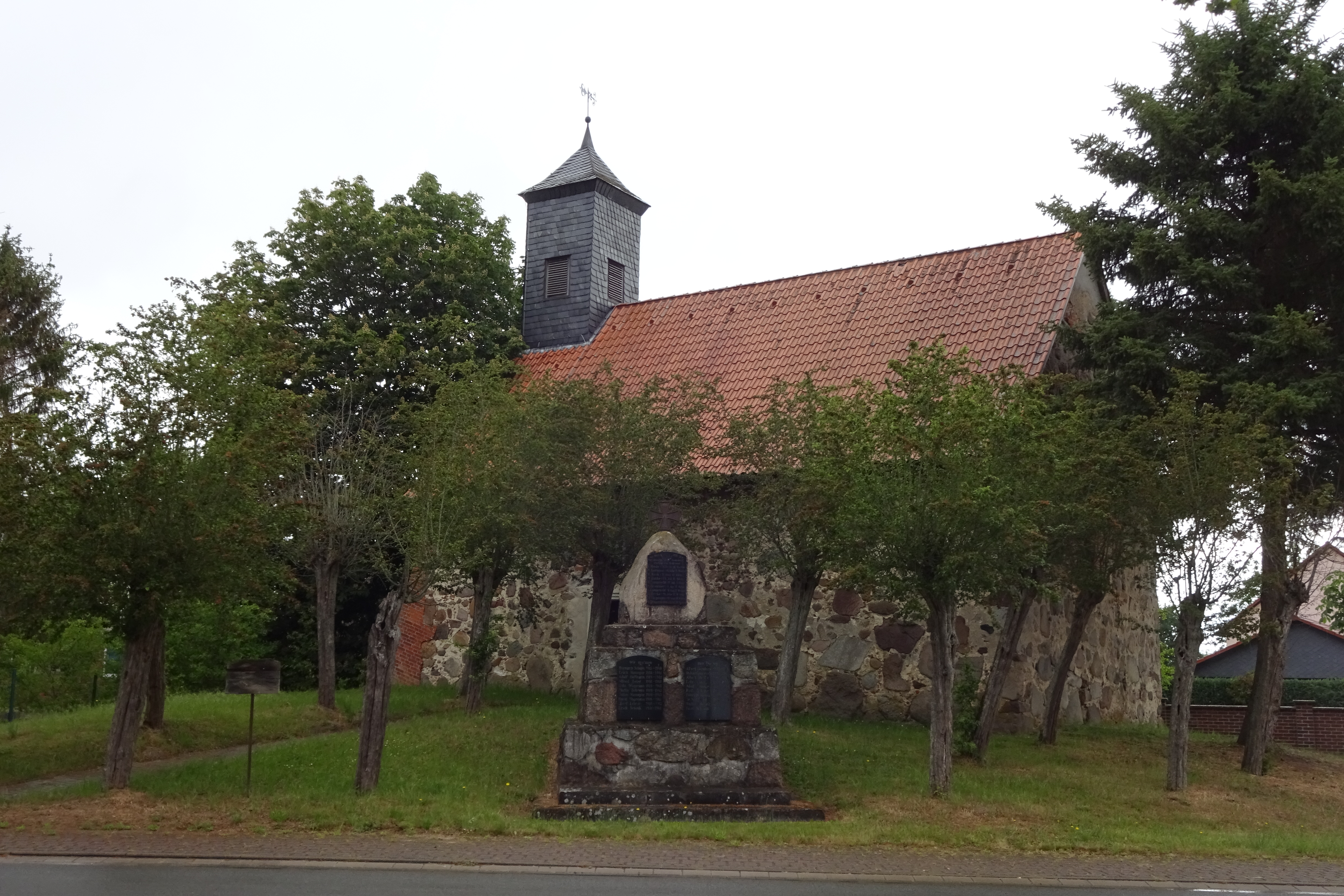
Kirche in Andorf

- Die evangelische Dorfkirche Andorf ist ein flach gedeckter spätgotischer Feldsteinbau.[22] Außer dem Stipes des Altars sind im Inneren keine historischen Ausstattungsstücke erhalten. Eine Glocke, die von Philipp Leggerow aus Perleberg stammt, wurde 1618 anstelle einer älteren Glocke im Dachreiter aufgehängt. Die Kirche wird auf die Zeit um die Wende vom 15. zum 16. Jahrhundert datiert.[23]
- In Andorf steht an der Kirche ein Denkmal aus behauenen Feldsteinen für die Gefallenen des Ersten Weltkrieges.[24]
- Der Ortsfriedhof liegt einige hundert Meter westlich des Dorfes.

## Verkehr
Die Bahnstrecke Stendal–Uelzen verläuft nördlich des Dorfes. Der nächste Bahnhof ist in Salzwedel. Das Dorf ist über Rufbusse der Personenverkehrsgesellschaft Altmarkkreis Salzwedel an den öffentlichen Personennahverkehr angeschlossen.